# Clube Atlético Magé
Clube Atlético Magé, mais conhecida como Atlético Magé, é uma agremiação esportiva do Magé, Rio de Janeiro. 

## História
Fundada em 2009, a equipe do Atlético Magé disputou o Campeonato Carioca da Série C de 2014 com uma parceria com a equipe do Condor Atlético Clube.[carece de fontes?] Por causa de escalação irregular, a equipe terminou em último lugar com uma pontuação de -9. Após o campeonato a parceria entre as duas equipes foi rompida e o Atlético Magé se licenciou das competições.

## Estatísticas

### Participações
| Competição          | Temporadas | Melhor campanha     | Estreia | Última | P | R |
| ------------------- | ---------- | ------------------- | ------- | ------ | - | - |
| Série B2 do Carioca | 1          | 20º colocado (2014) | 2014    | 2014   | – | – |